# Kajo-Keji
Kajo-Keji är ett län (county) i Sydsudan. Det ligger i delstaten Central Equatoria, i den södra delen av landet, söder om huvudstaden Juba.